# Tony Awards 2016
Die Verleihung der 70. jährlichen Tony Awards (American Theatre Wing’s 70th Annual Antoinette Perry „Tony“ Awards) wurde am 12. Juni 2016 gehalten und von James Corden moderiert. Nach drei Jahren in der Radio City Music Hall kehrte die Veranstaltung in das New Yorker Beacon Theatre zurück. Der Preis würdigt besondere Leistung in Broadway-Produktionen der Saison 2015–16. CBS übertrug den Abend live im US-amerikanischen Fernsehen. Präsentiert wird die Auszeichnung von der Broadway League und dem American Theatre Wing.
Moderator Corden widmete die Verleihung allen Opfern des Massakers in Orlando, der Stunden zuvor stattgefunden hatte.
Die Nominierungen waren am 3. Mai 2016 von Andrew Rannells und Patina Miller bekanntgegeben worden. Auf der Tony-Website war die Verkündung im Livestream abrufbar und wurde später über YouTube zugänglich gemacht.

## Auswahlkriterium
Shows, die in der Saison 2015–16 und bis einschließlich des 28. April 2016 am Broadway eröffnet haben, konnten für den Tony Awards 2016 nominiert werden.
Diese Shows sind:
Erstaufgeführte Theaterstücke
- An Act of God
- China Doll
- Eclipsed
- The Humans
- The Father (Le Père)
- King Charles III
- Misery
- Our Mother’s Brief Affair
- Thérèse Raquin

Erstaufgeführte Musicals
- Allegiance
- Amazing Grace
- American Psycho
- Bright Star
- Disaster!
- Hamilton
- On Your Feet!
- School of Rock
- Shuffle Along, or, the Making of the Musical Sensation of 1921 and All That Followed
- Tuck Everlasting
- Waitress

Neuinszenierte Theaterstücke
- Blackbird
- The Crucible
- Fool for Love
- The Gin Game
- Hughie
- Long Day’s Journey Into Night
- Noises Off
- Old Times
- Sylvia
- A View From the Bridge

Neuinszenierte Musicals
- The Color Purple
- Dames at Sea
- Fiddler on the Roof
- She Loves Me
- Spring Awakening

## Zeremonie
Der britische Schauspieler und Komiker James Corden (selbst Tony-Preisträger: One Man, Two Guvnors; bester Darsteller in einem Theaterstück, 2012; moderiert seit Frühjahr 2015 die Late Late Show für CBS) führte zum ersten Mal durch die Preisverleihung. Noch vor der eigentlichen Eröffnung begrüßte er seine Gäste und richtete einige Worte an die Familien und Freunde der Opfer des verheerenden Massakers, welches in den frühen Morgenstunden des gleichen Tages im Pulse-Club von Orlando geschehen war.

„Guten Abend. Überall auf der Welt versuchen Menschen, die entsetzlichen Geschehnisse in Orlando von heute morgen zu verarbeiten. Im Namen der gesamten Theatergemeinschaft und aller Personen in diesem Raum möchte ich sagen: Wir alle nehmen Anteil an eurem Schicksal. Alles, was wir euch sagen können, ist: Ihr seid jetzt nicht allein! Eure Tragödie ist auch unsere Tragödie. Das Theater ist ein Ort, an dem jede Rasse, jeder Glaube, jede Sexualität und jedes Gender gleichwertig ist, angenommen ist und geliebt ist. Der Hass wird niemals siegen. Zusammen müssen wir dafür Sorge tragen. Der heutige Abend ist ein Symbol und Freudenfest dieses Grundsatzes. Dies ist die Tony-Preisverleihung!“

Der für amerikanische Shows charakteristische Eröffnungsmonolog wird bei den Preisverleihungs-Zeremonien typischerweise durch eine musikalische Darbietung im Stile des Broadway-Theaters ersetzt. Für den diesjährigen Eröffnungssong konnte der britische Singer-Songwriter und Musicalkomponist Gary Barlow (Finding Neverland, Take That) gewonnen werden. Corden teilte in dieser Darbietung seine Erinnerungen an seine ersten Theaterkontakte als Kind und schlüpfte nacheinander in diverse Hauptrollen bekannter Musicals, wodurch das Lied streckenweise einen Medley-Charakter erhielt.

### Präsentatoren
Die Auszeichnungen wurden präsentiert und überreicht von:
- Uzo Aduba
- Cate Blanchett
- Edie Brickell (nominiert)
- Claire Danes
- Jesse Tyler Ferguson
- Jake Gyllenhaal
- Neil Patrick Harris
- Sean Hayes
- James Earl Jones
- Daniel Dae Kim
- Carole King
- Diane Lane
- Nathan Lane
- Angela Lansbury
- Lucy Liu
- Steve Martin (nominiert)
- Marlee Matlin
- Audra McDonald
- Patina Miller
- Andrew Rannells
- Saoirse Ronan
- Barbra Streisand
- Blair Underwood
- Oprah Winfrey
- Christian Borle
- Common
- Josh Groban
- Nikki M. James
- Bebe Neuwirth
- Chita Rivera
- Keri Russell
- Meg Ryan
- Aaron Tveit
- Andrew Lloyd Webber
- Mary Elizabeth Winstead

### Darbietungen
Beiträge kamen unter anderen von:
- Brandon Victor Dixon (nominiert) und Adrienne Warren (nominiert) und das Ensemble von Shuffle Along, Or The Making of the Musical Sensation of 1921 and All That Followed
- Laura Benanti (nominiert), Zachary Levi (nominiert) und Jane Krakowski (nominiert) und das Ensemble von She Loves Me
- Alex Brightman (nominiert) und das Ensemble von School of Rock – The Musical
- Danny Burstein (nominiert) und das Ensemble von Fiddler on the Roof
- Danielle Brooks (nominiert) und Cynthia Erivo (nominiert) und das Ensemble von The Color Purple
- Lin-Manuel Miranda (nominiert), Phillipa Soo (nominiert), Leslie Odom Jr. (nominiert), Renée Elise Goldsberry (nominiert), Christopher Jackson (nominiert) und Daveed Diggs (nominiert) und das Ensemble von Hamilton
- Sara Bareilles (nominiert), Christopher Fitzgerald (nominiert) und Jessie Mueller (nominiert) und das Ensemble von Waitress
- Carmen Cusack (nominiert) und das Ensemble von Bright Star
- Das Ensemble von Spring Awakening
- Gloria Estefan und das Ensemble von On Your Feet! The Story of Emilio and Gloria Estefan

## Gewinner und Nominierte
Alle Gewinner in den kompetitiven Kategorien werden im Verlauf der Preisverleihung am 12. Juni gekürt. Die Nominierungen wurden am 3. Mai 2016 offiziell bekannt gegeben.

### Theaterstücke
| Meiste Tonys         | The Humans (4 Tonys)                            |
| Meiste Nominierungen | Long Day’s Journey Into Night (7 Nominierungen) |

| Kategorie                                | Preisträger      | Theaterstück                           | Nominierungen |
| Bestes Theaterstück                      |                  | The Humans                             | Eclipsed The Father King Charles III |
| Beste Wiederaufnahme eines Theaterstücks |                  | Arthur Miller’s A View from the Bridge | Arthur Miller’s The Crucible Blackbird Long Day’s Journey Into Night Noises Off                                                                                         |
| Bester Hauptdarsteller                   | Frank Langella   | The Father                             | Gabriel Byrne für Long Day’s Journey Into Night Jeff Daniels für Blackbird Tim Pigott-Smith für King Charles III Mark Strong für Arthur Miller’s A View from the Bridge |
| Beste Hauptdarstellerin                  | Jessica Lange    | Long Day’s Journey Into Night          | Laurie Metcalf für Misery Lupita Nyong’o für Eclipsed Sophie Okonedo für Arthur Miller’s The Crucible Michelle Williams für Blackbird                                   |
| Bester Nebendarsteller                   | Reed Birney      | The Humans                             | Bill Camp für Arthur Miller’s The Crucible David Furr für Noises Off Richard Goulding für King Charles III Michael Shannon für Long Day’s Journey Into Night            |
| Beste Nebendarstellerin                  | Jayne Houdyshell | The Humans                             | Pascale Armand für Eclipsed Megan Hilty für Noises Off Andrea Martin für Noises Off Saycon Sengbloh für Eclipsed                                                        |
| Beste Theaterregie                       | Ivo Van Hove     | Arthur Miller’s A View from the Bridge | Rupert Goold für King Charles III Jonathan Kent für Long Day’s Journey Into Night Joe Mantello für The Humans Liesl Tommy für Eclipsed                                  |
| Bestes Bühnenbilddesign                  | David Zinn       | The Humans                             | Beowulf Boritt für Thérèse Raquin Christopher Oram für Hughie Jan Versweyveld für Arthur Miller’s A View from the Bridge                                                |
| Bestes Kostümdesign                      | Clint Ramos      | Eclipsed                               | Jane Greenwood für Long Day’s Journey Into Night Michael Krass für Noises Off Tom Scutt für King Charles III                                                            |
| Bestes Lichtdesign                       | Natasha Katz     | Long Day’s Journey Into Night          | Justin Townsend für The Humans Jan Versweyveld für Arthur Miller’s The Crucible Jan Versweyveld für Arthur Miller’s A View from the Bridge                              |

### Musicals
| Meiste Tonys (Musical)         | Hamilton (11 Tonys)         |
| Meiste Nominierungen (Musical) | Hamilton (16 Nominierungen) |

| Kategorie                                             | Preisträger            | Musical          | Nominierungen |
| Bestes Musical                                        |                        | Hamilton         | Bright Star School of Rock – The Musical Shuffle Along, Or The Making of the Musical Sensation of 1921 and All That Followed Waitress |
| Beste Wiederaufnahme eines Musicals                   |                        | The Color Purple | Fiddler on the Roof She Loves Me Spring Awakening |
| Beste Originalmusik eines Musicals oder Theaterstücks | Lin-Manuel Miranda     | Hamilton         | Musik: Steve Martin und Edie Brickell, Text: Edie Brickell für Bright Star Musik: Andrew Lloyd Webber, Text: Glenn Slater für School of Rock – The Musical Musik und Text: Sara Bareilles für Waitress                                                |
| Bestes Musicallibretto                                | Lin-Manuel Miranda     | Hamilton         | Steve Martin für Bright Star Julian Fellowers für School of Rock – The Musical George C. Wolfe für Shuffle Along, Or The Making of the Musical Sensation of 1921 and All That Followed                                                                |
| Bester Hauptdarsteller                                | Leslie Odom Jr.        | Hamilton         | Alex Brightman für School of Rock – The Musical Danny Burstein für Fiddler on the Roof Zachary Levi für She Loves Me Lin-Manuel Miranda für Hamilton                                                                                                  |
| Beste Hauptdarstellerin                               | Cynthia Erivo          | The Color Purple | Laura Benanti für She Loves Me Carmen Cusack für Bright Star Jessie Mueller für Waitress Phillipa Soo für Hamilton |
| Bester Nebendarsteller                                | Daveed Diggs           | Hamilton         | Brandon Victor Dixon für Shuffle Along, Or The Making of the Musical Sensation of 1921 and All That Followed Christopher Fitzgerald für Waitress Jonathan Groff für Hamilton Christopher Jackson für Hamilton                                         |
| Beste Nebendarstellerin                               | Renée Elise Goldsberry | Hamilton         | Danielle Brooks für The Color Purple Jane Krakowski für She Loves Me Jennifer Simard für Disaster! Adrienne Warren für Shuffle Along, Or The Making of the Musical Sensation of 1921 and All That Followed                                            |
| Beste Musicalregie                                    | Thomas Kail            | Hamilton         | Michael Arden für Spring Awakening John Doyle für The Color Purple Scott Ellis für She Loves Me George C. Wolfe für Shuffle Along, Or The Making of the Musical Sensation of 1921 and All That Followed                                               |
| Beste Choreographie                                   | Andy Blankenbuehler    | Hamilton         | Savion Glover für Shuffle Along, Or The Making of the Musical Sensation of 1921 and All That Followed Hofesh Shechter für Fiddler on the Roof Randy Skinner für Dames at Sea Sergio Trujillo für On Your Feet! The Story of Emilio and Gloria Estefan |
| Beste Orchestrierung                                  | Alex Lacamoire         | Hamilton         | August Eriksmoen für Bright Star Larry Hochman für She Loves Me Daryl Waters für Shuffle Along, Or The Making of the Musical Sensation of 1921 and All That Followed                                                                                  |
| Bestes Bühnenbilddesign                               | David Rockwell         | She Loves Me     | Es Devlin und Finn Ross für American Psycho David Korins für Hamilton Santo Loquasto für Shuffle Along, Or The Making of the Musical Sensation of 1921 and All That Followed                                                                          |
| Tony Award/Bestes Kostümdesign                        | Paul Tazewell          | Hamilton         | Gregg Barnes für Truck Everlasting Jeff Mahshie für She Loves Me Ann Roth für Shuffle Along, Or The Making of the Musical Sensation of 1921 and All That Followed                                                                                     |
| Bestes Lichtdesign                                    | Howell Blinkley        | Hamilton         | Jules Fisher und Peggy Eisenhauer für Shuffle Along, Or The Making of the Musical Sensation of 1921 and All That Followed Ben Stanton für Spring Awakening Justin Townsend für American Psycho                                                        |

### Sonderkategorien und Ehrungen (nicht kompetitiv)
| Kategorie                            | Preisträger                                  |
| Ehren-Tony für Lebenswerk am Theater | Sheldon Harnick Marshall W. Mason            |
| Ehren-Tony für Exzellenz am Theater  | Seth Gelblum Joan Lader Sally Ann Parsons    |
| Special Tony Award                   | National Endowment for the Arts Miles Wilkin |
| Isabelle Stevenson Award             | Brian Stokes Mitchell                        |
| Tony für regionales Theater          | Paper Mill Playhouse, Millburn (New Jersey)  |